# Bill Disney
Bill Disney   (Topeka, 3 d'abril de 1932 - Lake Havasu City, 22 d'abril de 2009) va ser un patinador de velocitat estatunidenc, que va competir durant les dècades de 1950 i 1960..
El 1960 va prendre part en els Jocs Olímpics d'Hivern de Squaw Valley, on guanyà la medalla de plata en la prova dels 500 metres del programa de patinatge de velocitat. Quatre anys més tard, als Jocs d'Innsbruck, fou vuitè en la mateixa prova. En aquests darrers Jocs fou l'abanderat estatunidenc en la cerimònia inaugural. En el seu palmarès també destaca el campionat estatunidenc i d'Amèrica del Nord els 500 metres de 1955.
També competí en ciclisme, però tants bons resultats com el seu germà, Jack Disney.